# سیارک ۲۶۳۰۲
سیارک ۲۶۳۰۲ (به انگلیسی: 26302 Zimolzak، نامگذاری:1998ST142)۲۶۳۰۲مین سیارک کشف شده‌است که در ۲۶ سپتامبر ۱۹۹۸ کشف شد.